# Koanophyllon
Koanophyllon es un género de plantas perteneciente a la familia Asteraceae. Comprende 136 especies descritas y de estas, solo 116 aceptadas.  Es originario de Sudamérica.

## Descripción
Las plantas de este género sólo tienen disco (sin rayos florales) y los pétalos son de color blanco, ligeramente amarillento blanco, rosa o morado (nunca de un completo color amarillo).

## Taxonomía
El género fue descrito por Manuel Arruda Câmara ex H.Kost. y publicado en Travels in Brazil 495–496. 1816. La especie tipo es Koanophyllon tinctorium Arruda. 

## Algunas especies aceptadas
A continuación se brinda un listado de las especies del género Koanophyllon aceptadas hasta junio de 2012, ordenadas alfabéticamente. Para cada una se indica el nombre binomial seguido del autor, abreviado según las convenciones y usos.
- Koanophyllon adamantium (Gardner) R.M.King & H.Rob.
- Koanophyllon albicaulis (Sch.Bip. ex Klatt) R.M.King & H.Rob.
- Koanophyllon atroglandulosum (Alain) R.M.King & H.Rob.
- Koanophyllon ayapanoides (Griseb.) R.M.King & H.Rob. - ayapana de Cuba[6]
- Koanophyllon baccharifolium (Gardner) R.M.King & H.Rob.
- Koanophyllon barahonense (Urb.) R.M.King & H.Rob.
- Koanophyllon breviflorum (Alain) R.M.King & H.Rob.